# Pocola
Pocola és un poble dels Estats Units a l'estat d'Oklahoma. Segons el cens del 2000 tenia 3.994 habitants.

## Demografia
Segons el cens del 2000, Pocola tenia 3.994 habitants, 1.508 habitatges, i 1.165 famílies. La densitat de població era de 50,9 habitants per km².
Dels 1.508 habitatges en un 35,7% hi vivien nens de menys de 18 anys, en un 59,8% hi vivien parelles casades, en un 12,7% dones solteres, i en un 22,7% no eren unitats familiars. En el 19,9% dels habitatges hi vivien persones soles el 7,5% de les quals corresponia a persones de 65 anys o més que vivien soles. El nombre mitjà de persones vivint en cada habitatge era de 2,61 i el nombre mitjà de persones que vivien en cada família era de 2,98.
Per edats la població es repartia de la següent manera: un 26,5% tenia menys de 18 anys, un 8,8% entre 18 i 24, un 28,3% entre 25 i 44, un 24,5% de 45 a 60 i un 11,9% 65 anys o més.
L'edat mediana era de 36 anys. Per cada 100 dones de 18 o més anys hi havia 95,1 homes.
La renda mediana per habitatge era de 33.566 $ i la renda mediana per família de 37.937 $. Els homes tenien una renda mediana de 30.577 $ mentre que les dones 20.529 $. La renda per capita de la població era de 14.623 $. Entorn del 12,6% de les famílies i el 15,4% de la població estaven per davall del llindar de pobresa.

## Poblacions més properes
El següent diagrama mostra les poblacions més properes.